# Sionisme
El sionisme (en hebreu: הציונות) (transliterat: HaTzionut) és un moviment nacionalista sorgit al llarg del segle xix per a permetre l'establiment d'una pàtria per al poble jueu a Palestina, una altra nació els límits territorials de la qual es corresponen, aproximadament, amb allò que la tradició jueva considera la Terra d'Israel. Després de la constitució d'Israel com a Estat de ple dret, el sionisme es convertí en una ideologia que dona suport «al desenvolupament i la protecció de l'Estat d'Israel». Tanmateix, segons diversos experts internacionals, activistes i institucions educatives pro-drets humans i a favor de la pau, Israel —com a autoproclamada nació-Estat jueva— duu a terme un seguit de maniobres polítiques, administratives, de construcció d'assentaments i militars que perpetren i normalitzen l'apartheid, la neteja ètnica i àdhuc amb indicis de genocidi contra la població àrab palestina, motiu pel qual acusen el sionisme com a expressió evolutiva del racisme, del colonialisme i de la deshumanització contemporània.
El sionisme va sorgir inicialment a Europa central i Oriental com un moviment de ressorgiment nacional a finals del segle xix, com a reacció a les noves onades d'antisemitisme i com a conseqüència de la Haskalà, o Il·lustració jueva. Poc després, la majoria dels líders del moviment van associar l'objectiu principal a la creació de l'anhelada pàtria a Palestina, llavors una zona controlada per l'Imperi Otomà. Aquest procés va ser vist pel Moviment Sionista com una "reunió d'exiliats" (kibbutz galuyot), un esforç per posar fi als èxodes i persecucions que han marcat la història jueva, portant al poble jueu de tornada a la seva pàtria històrica.
Del 1897 al 1948, l'objectiu primordial del Moviment Sionista va ser establir les bases d'una pàtria jueva a Palestina i, posteriorment, consolidar-la. En una variació única del principi d'autodeterminació, els Amants de Sió es van unir el 1884 i el 1897 es va organitzar el primer congrés sionista. A finals del segle XIX i principis del XX, un gran nombre de jueus van emigrar primer a la Palestina otomana i més tard a la Palestina del Mandat i, alhora, es van realitzar intents diplomàtics per obtenir reconeixement i suport a tot el món. Des de la creació de l'Estat d'Israel el 1948, el sionisme ha continuat advocant principalment en nom d'Israel i fent front a les amenaces a la seva existència i seguretat contínues.
El sionisme mai no ha estat un moviment uniforme. Els seus líders, partits i ideologies van divergir sovint entre si. Es van fer compromisos i concessions per assolir un objectiu cultural i polític compartit com a resultat del creixent antisemitisme i l'anhel de tornar al país “ancestral”. Han sorgit diversos tipus de sionisme, com el sionisme polític, el sionisme liberal, el sionisme laborista, el sionisme revisionista, el sionisme cultural i el sionisme religiós. Els defensors del sionisme ho consideren un moviment d'alliberament nacional per a la repatriació d'un poble perseguit a la seva pàtria ancestral. Els crítics del sionisme ho consideren una ideologia o moviment colonialista, racista, o excepcionalista.

## Orígens
Sota la pressió de l'antisemitisme europeu i sota la influència de les ideologies nacionalistes, una part dels intel·lectuals jueus d'Europa transforma a finals del segle xix aquesta tradició religiosa o cultural en un projecte polític: el sionisme. Alguns dels seus ideòlegs aprofitaren l'antisemitisme per convèncer molts jueus del seu projecte: 
| «               | Els antisemites seran els nostres millors amics, les nacions antisemites seran les nostres aliades | » |
| — Theodor Herzl | |   |

El projecte, influït pels moviments europeus de l'època, tindrà un fort component racista. El 1904, Vladimir Jabotinsky, fundador del "sionisme revisionista", o ultranacionalisme sionista de dreta, i autor anys més tard d'"El Mur de Ferro", que es pot considerar com un assaig de referència per a tot el moviment sionista, i especialment influent en posteriors dirigents sionistes com Menachem Begin o Yitzak Shamir; exposava sense embuts les premisses essencials del sionisme, establertes anys enrere i de forma menys contundent, per Theodor Herzl, Chaim Weizmann i d'altres. Expressaria les bases del caràcter racista i colonialista de sionisme en els següents termes:
| «                     | Un home no es pot assimilar a un poble que té la sang diferent de la seva. Per assimilar-se, hauria de canviar el seu cos, hauria de transformar-se en un d'ells per la seva sang. No hi pot haver assimilació. Mai no deixarem fer coses tal com casaments mixtos perquè la preservació de la nostra integritat nacional és impossible si no és mantenint la puresa de la raça i per això haurem de tenir aquest territori on el nostre poble constituirà la població racialment pura. | » |
| — Vladimir Jabotinsky | |   |

Entre 1917 i 1922, el moviment sionista obté per la declaració Balfour de 1917 i la conferència de San Remo (1920) la declaració d'una «Llar Nacional Jueva» a Palestina. Palestina és llavors col·locada sota mandat britànic, període que s'anomena «Mandat Britànic de Palestina, en contra de l'opinió dels àrabs» que hi viuen i als quals pretén ocupar la seva terra. Els dirigents sionistes van apostar per aquesta dominació britànica, recolzant l'imperialisme britànic com a mitjà pel qual obtenir una posició favorable als seus plans:
| «                | "... Podem dir raonablement que si Palestina caigués dins l'esfera d'influència britànica i si Gran Bretanya hi fomentés la colonització, com a dependència britànica, hi podríem tenir d'ara 20 o 30 anys un milió de jueus, potser més; desenvoluparíem el país, el tornaríem a la civilització i conformaríem una protecció molt eficaç del canal de Suez | » |
| — Chaim Weizmann | |   |

De 1918 a 1948, la població jueva passa de 83.000 persones a 650.000. El creixement és a causa a una forta natalitat, però sobretot a una forta immigració causada per l'antisemitisme a Europa i la propaganda sionista, sobretot després de l'Holocaust (el genocidi nazi).

Per a molts dirigents sionistes, durant el nazisme, el més important serà fomentar la immigració jueva a Palestina, Ben-Gurion afirmà: 
| «                  | Si sabés que fos possible salvar tots els nens d'Alemanya per portar-los a Anglaterra i només la meitat per transportar-los a Eretz Israel, llavors triaria la segona alternativa | » |
| — David Ben-Gurion | |   |

L'objectiu declarat des del començament serà expulsar els pobladors palestins natius per establir-hi una majoria de població jueva que faci viable el projecte d'Estat jueu.
| «                | ...els pobladors indígenes són com les pedres de Judea, obstacles que han de ser escombrats en un camí difícil | » |
| — Chaim Weizmann | |   |

## Establiment de l'estat jueu
Després d'un conflicte violent entre 1944 i 1947, els britànics abandonen Palestina.
El 1947, l'ONU determina la partició de Palestina entre un Estat jueu (prop d'un 55% del territori) el qual s'anomenaria Israel i un estat àrab, amb el 45% del territori de Palestina. Fet que no és acceptat pels àrabs, els quals demanaven que es respectés la integritat del territori dels seus habitants natius. El nou estat proclama la seva independència el 14 de maig de 1948. expulsant centenars de milers de palestins de les seves terres i cases, per mitjà de matances i accions de terror de grups paramilitars sionistes com Stern o Irgun.
Entre finals de 1947 i començaments de 1949, l'Estat d'Israel ha de fer front a la invasió dels exèrcits de cinc estats àrabs els quals no reconeixen l'Estat fundat sobre aquest territori. A partir d'aleshores, i després de successius èxodes, centenars de milers de palestins viuen en camps de refugiats. Es calcula que després de la guerra de 1948, 726.000 palestins van ser desplaçats o exiliats, i des d'aleshores la xifra dels anomenats refugiats palestins ha arribat als 4.255.120, repartits entre els camps de refugiats de Cisjordània (687.542), Gaza (961.645), el Líban (400.582), Síria (424.650), Jordània (953.012) i altres països, segons dades de l'ONU.
Amb l'expulsió dels palestins i la destrucció de les seves ciutats i pobles, una gran quantitat de propietats van ser confiscades sota la secció "Llei sobre els propietaris absents" (1950). Fins al 1947, la propietat de terres per part de jueus a Palestina representava entorn del 6%. Quan l'estat va ser formalment establert, el Fons Nacional jueu estimava al 90% les terres que havia estat requisada.
La confiscació de les propietats palestines va ser indispensable per fer d'Israel un estat viable. Entre 1948 i 1953, es van establir 370 ciutats jueves i colònies. Tres-cents cinquanta ho van fer sobre propietats "d'absents". El 1954, prop del 35% dels jueus d'Israel vivien sobre propietats confiscades als absents i prop de 250.000 nous immigrants es van instal·lar a zones urbanes d'on s'havia fet fora els palestins.
La Guerra dels Sis Dies del 1967 acaba amb l'annexió per part d'Israel de Jerusalem Est i els territoris de Cisjordània o la Franja occidental i Gaza, i manté la població sota un règim d'ocupació, mentre comença a instal·lar centenars de colònies o assentaments i a apropiar-se de nombroses terres. Ocupà, a més, els Alts del Golan a Síria. Continua el projecte sionista d'un estat del mediterrani al Jordà.
El 1973, Israel tornà a entrar en guerra aquest cop al Yom Kippur. El 1982 envaeix el sud del Líban, en suport dels les Falanges Libaneses, deixant enrere la nefasta massacre de Sabra i Xatila. El conflicte es perllongarà fins a la retirada de les tropes israelianes el 2000, i l'estiu de 2006, amb la segona invasió del sud del Líban, 
La Resolució 3.379 de les Nacions Unides, "Eliminació de totes les formes de discriminació racial", aprovada el 10 de novembre de 1975, determinava que el sionisme era una forma de racisme i discriminació racial. Va ser revocada, però, a l'Assemblea General de les Nacions Unides el 16 de desembre del 1991. Kofi Annan, secretari general de l'ONU, en el seu discurs del 21 de juny del 2004 al seminari sobre antisemitisme declara:
| «            | La resolució de l'Assemblea General del 1975, en equiparar el sionisme amb el racisme, fou una decisió especialment desafortunada. M'alegro que des de llavors ha estat anul·lada. | » |
| — Kofi Annan | |   |

## Jueus contra el sionisme
Arreu del món, hi ha jueus que han expressat el seu rebuig al sionisme criticant el tracte donat als palestins per Israel, o que s'oposen a la legitimitat d'un estat jueu i a la ideologia sionista; també des de posicions religioses ortodoxes, grups com Satmar, Neturei Karta, o els Jueus contra el sionisme, s'oposen al sionisme en considerar que aquesta ideologia i l'estat d'Israel és contrari al judaisme.